# 古魯埃
古魯埃是東非國家莫桑比克的城市，由贊比西亞省負責管轄，位於該國北部，距離克利馬內350公里，是全國最大的茶園，其他農產品有咖啡和水果，2008年人口估計約116,922。